# NGC 701
NGC 701 è una galassia a spirale barrata situata nella costellazione della Balena, a una distanza di circa 75 milioni di anni luce dalla nostra Via Lattea.

## Scoperta
La galassia è stata scoperta il 10 gennaio 1785 dall'astronomo britannico di origine tedesca William Herschel.

## Descrizione
NGC 701 ha una classe di luminosità III e presenta una larga riga a 21 cm dell'idrogeno neutro. La galassia presenta anche un'elevata attività di formazione stellare.

## Supernova
La supernova SN 2004fc è stata scoperta in NGC 701 il 16 ottobre 2004 da K. Shimasaki e W. Li nel corso del programma congiunto LOSS/KAIT (Lick Observatory Supernova Search dell'Osservatorio Lick e The Katzman Automatic Imaging Telescope dell'Università della California - Berkeley. La supernova è stata classificata di tipo II.

## Gruppo di NGC 681
NGC 701 fa parte del Gruppo di NGC 681, un piccolo raggruppamento che contiene almeno altre due galassie: NGC 681 e MCG -2-5-53 (PGC 6667).